# Josef Pöll
Josef Pöll (* 8. März 1874 in Heiligkreuz bei Hall in Tirol; † 21. Juni 1940 in Hall in Tirol) war ein österreichischer Lehrer, Musiker und Botaniker.
Sein botanisches Autorenkürzel lautet „Pôll“.

## Leben
Nach dem Absolvieren der Lehrerbildungsanstalt in Innsbruck arbeitete Pöll ab 1894 als Volksschullehrer und ab 1901 als Hauptschullehrer an Schulen in Kufstein, Bludenz, Hötting und Innsbruck. Ab 1920 wirkte er als Professor für Zeichnen an der Lehrerbildungsanstalt in Innsbruck. 1934 trat er als Regierungsrat in den Ruhestand.
Pöll betreute das Herbarium des Tiroler Landesmuseums Ferdinandeum und verfasste zahlreiche Aufsätze über die Tiroler Berg- und Pflanzenwelt.
Daneben beschäftigte er sich mit dem Tiroler Volkslied und schrieb selbst zahlreiche Lieder in Tiroler Mundart. Manche davon, wie „’s Kasermandl“ oder „Mei Hoamatl hab i in Zillertal drin“ wurden zu Volksliedern. Von 1924 bis 1938 leitete er den Männerchor „Die Wolkensteiner“, für den er rund 30 Lieder Oswald von Wolkensteins bearbeitete.  Diese Bearbeitungen wurden bald von vielen Tiroler Chören gesungen und machten Oswald von Wolkenstein einer breiteren Öffentlichkeit bekannt. Er war Mitglied der Universitätssängerschaft Skalden und fungierte auch hier als Chorleiter. Eine Zeit lang war Pöll auch als Musikkritiker bei den „Innsbrucker Nachrichten“ tätig.

## Ehrungen
- 1931: Ehrenring der Stadt Innsbruck
- 1934: Ehrendoktorat (Dr. phil. h. c.) der Universität Innsbruck
- 1938: Wolfgang-Amadeus-Mozart-Preis
- 1941: Benennung der Josef-Pöll-Straße in Amras
- Benennung der Pöllstraße in Heiligkreuz
- städtisches Ehrengrab auf dem Innsbrucker Westfriedhof[2]

## Werke
- Lieder zur Laute im Tiroler Volkston. 3 Bände, Innsbruck 1922–1934
- Die Bedeutung der Lieder Oswalds von Wolkenstein für die tirolische Tonkunst im 15. Jahrhundert. In: Tiroler Heimatblätter 18 (1940)
- Stimmen der Heimat. Gesammelte heimatkundliche Tiroler Schriften. Aus dem Nachlass herausgegeben von Karl Paulin. Innsbruck, NS-Gauverlag 1940 (Digitalisat der Landesbibliothek „Dr. Friedrich Teßmann“)